# Gustav Hermann Karsten
Pour les articles homonymes, voir Karsten.
Gustav Karl Wilhelm Hermann Karsten est un botaniste et un géologue prussien né le 6 novembre 1817 à Stralsund et mort le 10 juillet 1908 à Sopot.
Il a fait de longs séjours en Amérique latine de 1844 à 1856, notamment en Colombie, au Venezuela et en Équateur. Ses collections sont déposées à Berlin et à Vienne, deux villes où il a été enseignant.
Son frère est le physicien Gustav Karsten (1820–1900), il est le cousin du minéralogiste Hermann Karsten (1809-1877).

## Liste partielle des publications
- Florae Columbiae ..., 1859-1869.
- Chemismus der Pflanzenzelle, 1869.
- Deutsche Flora. Pharmaceutisch-medicinische Botanik, 1880-1883.